# Adam (montagna)
Il Monte Adam (in sloveno: Adam) con 2.012 m s.l.m. è una cima delle Alpi Giulie in Slovenia, situata nel comune di Bohinj.